# 보스토크 3, 4호

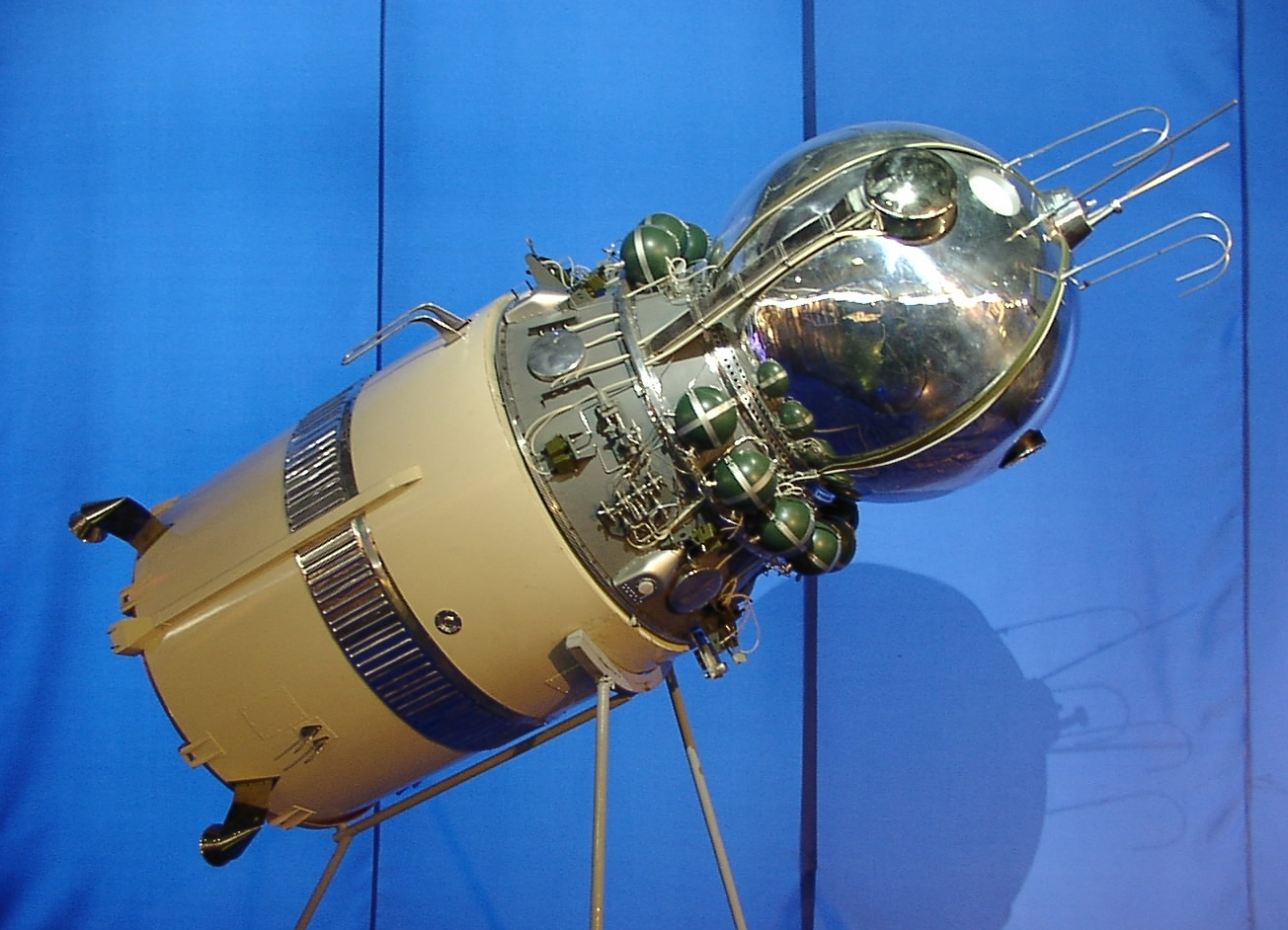
로켓의 상부 구조가 붙어있는 보스토크 캡슐의 모델

보스토크 3호(러시아어: Восток-3, "동방 3호") 및 보스토크 4호(러시아어: Восток-4, "동방 4호")는 1962년 8월 소련의 우주 프로그램 비행으로, 무중력 상태에서 인간의 신체가 정상으로 기능할 수 있는지 확인하고, 두 개의 동시 비행을 발사하고 관리하는 지상 관제 센터의 제어 능력을 시험하는 동시에 장거리 비행에서 Vostok 3KA 우주선의 내구성을 시험하기 위한 임무였다. 우주 비행사 안드리얀 니콜라예프(Andriyan Nikolayev)는 1962년 8월 11일부터 15일까지 우주에 거의 4일 동안 머물며 보스토크 3호에서 지구를 64번 공전했는데, 이 기록은 미국의 제미니 프로그램(1965~1966)이 개시될때까지 깨지지 않았다. 파벨 포포비치(Pavel Popovich)는 8월 12일부터 15일까지 보스토크 4호에서 지구 궤도를 48회 공전했다. 두 우주선은 서로 6.5 km (4.0mi)까지 접근하는 궤도로 발사되었다.
이들은 우주에서 서로에게 무전 통신을 보냈는데 이는 우주에서 최초로 이루어진 우주선간 통신이었다. 또한 보스토크 3, 4호는 최초로 두 개 이상의 우주선이 동시에 지구를 공전한 사례로 소련의 우주 관제사들에게 두 개 이상의 임무를 동시에 제어하는 상황을 경험시켜주었다.
두 우주선은 매우 비슷한 궤도로 발사되었지만 (고도 차이 3-4km 이내) 보스토크 3, 4호는 서로 랑데부 할 능력을 가지고 있지 않았다. 임무 진행중에 두 우주선은 서로의 모습이 시야에 들어올 정도로 근접했었는데, 포포비치는 이후 기자회견에서 보스토크 3호를 보았다고 말했다. 포포비치는 보스토크 3호가 "바로 눈에 띄었다"라고 말하고 "멀리 있는 아주 작은 달처럼 보였다"라고 말하였다.
보스토크 4호는 보스토크호 생명유지장치의 오작동으로 조종실의 온도가 10 °C (50 °F)까지 떨어졌음에도 대부분 계획대로 진행되었다. 비행은 지상 관제소에서 포포비치가 조기 귀환 요청을 뜻하는 통신을 보냈다고 오인해 조기에 종료되었다.
두 우주선은 7분 차이로 카자흐스탄 카라간다(Karaganda) 남쪽 부근 서로 200km 떨어진 지점에 착륙하였다.

## 보스토크 3호
조종사: 안드리얀 니콜라예프(Andriyan Nikolayev) – 첫 우주비행
백업 파일럿: 보리스 볼리노프(Boris Volynov)
예비 조종사: 발레리 비코프스키 (Valery Bykovsky)

## 보스토크 4호
조종사: 파벨 포포비치 – 첫 우주비행
백업 파일럿: 블라디미르 코마로프
예비 조종사: 보리스 볼리노프

## 임무 요소
- 질량 : 4,722 킬로그램 (10,410 lb)
- 근지점 : 166 킬로미터 (103 mi)
- 원점 : 218 킬로미터 (135 mi)
- 경사도 : 65.0°
- 기간 : 88.5분

## 배경
게르만 티토프는 당시 신기록인 24시간 동안 보스토크 2호에서 우주 비행 임무를 진행하면서 우주 부적응 증후군을 겪었다. 우주 부적응 증후군은 당시에는 알려지지 않은 증상이었는데, 이로 인해 소련의 과학자들은 우주 비행이 인간의 신체에 어떤 영향을 주는지 연구를 시작하게 되었다.
1961년에 소련의 로켓 공학자인 세르게이 코롤료프는 보스토크 2호가 성공적으로 임무를 완수하자 3일간 진행되는 새로운 우주 비행 임무를 추진하였다. 이는 섣부르게 진행된 장기간의 우주 비행이 신체에 어떤 영향을 줄지 우려한 우주 비행사의 훈련을 담당하는 니콜라이 카마닌과 우주 비행사 본인들이 반대하였다. 3일간 진행되는 장기간 우주 비행 임무 계획은 당시 제1서기장인 니키타 흐루쇼프의 승인이 있고 나서야 진행이 되었다; 결과적으로 보스토크 3호 임무는 거의 4일 동안 진행되었다.
보스토크 3호와 보스토크 4호의 임무 목적중 하나는 유사한 상황속에서 일련의 테스트를 진행하는 동안 니콜라예프와 파벨 포포비치의 반응에 어떤 차이가 발생하는지 연구하는 것이었다. 보스토크 3, 4호의 유사한 비행 궤도는 발생할 수 있는 변수의 수를 최소한으로 하여 우주 비행에 대한 신체적, 정신적 반응의 개인차를 측정할 수 있게 하였다. 보스토크 우주선은 비행 조건과 승무원들의 신체 반응에 대한 더 많은 정보를 얻기 위해 개조가 진행되었다.
우주 비행사 훈련은 우주 부적응 증후군에 우주 비행사들을 적응시키기 위해 확장되었고 우주 부적응 증후군에 대해 저항력을 강하게 가지고 있다고 판단된 우주 비행사 후보들이 임무에 선발되었다.  보스토크 2호 임무에서 티토프가 얻어낸 교훈들을 바탕으로 니콜라예프와 포포비치는 시뮬레이션 장치에서 우주선 조종 및 기타 임무 관련 활동들을 철저하게 연습하였다.
보스토크 3, 4호 임무는 원래 1961년 11월로 예정되어 있었는데, 이는 미국이 아직 우주인을 한 명도 보내지 못 한 시점에서 소련은 4명의 우주인을 배출한데에 이어 최초로 동시 우주 비행 임무를 진행했다는 사실을 부각시켜 선전적인 가치를 노린 것이다. 그러나 코롤료프의 계획은 바이코누르에서 R-7 발사대를 사용해야 했던 제니트 정찰위성 프로그램으로 인해 좌절되었다. 이어 그는 12월 말이나 1월 초에 발사하자고 제안했지만, 우주 비행사 훈련 책임자인 니콜라이 카마닌과 국가계획위원회는 겨울의 혹독한 기상 조건 때문에 겨울철 발사를 반대하고 3월까지 계획을 연기할 것을 제안했다.
첫 번째 제니트 정찰위성 발사는 12월 11일에 이루어졌으나 블록 E 추진체가 오작동해 위성이 파괴되었다. 이는 보스토크(8K72K)에 사용된 추진체와 동일한 모델이어서 보스토크 3, 4호의 비행에 제동을 걸었다. 소련의 공학자들이 문제를 해결하려고 시도하는 동안 보스토크 3, 4호의 임무는 한 달 뒤인 4월로 연기되었다. 그러나 두 번째 제니트 위성(코스모스 4호)이 방향 시스템에 문제를 겪으면서 추가적인 지연이 발생하였다.
6월 1일, 제니트 정찰 위성의 발사 시도는 로켓의 부스터가 발사대 근처에 추락해 폭발하는 결과로 이어졌다. 추가 발사체 중 하나도 LC-1 발사대에 떨어져서 폭발했고, 이는 발사대에 복구가 한달 이상 걸릴 정도의 피해를 입혔다. 7월 중순에 발사대는 다시 로켓의 발사가 가능하도록 복구되었지만 미국이 7월 9일 스타피시 프라임 고고도 핵실험을 수행하면서 또 다른 지연이 발생했다. 스타피시 프라임 실험은 미국 정부가 의도한 바와 다르게 많은 양의 방사선을 상층 대기와 우주로 방출하여 여러 인공위성을 파괴하고 유인 우주 비행을 최소 한 달 동안 불가능하게 만들었다. 8월 둘째 주에는 보스토크 3, 4호 임무가 진행될 수 있을 만큼 방사선 농도가 감소했다.
제니트 발사 사고는 신형 R-7 발사체(8A92)에서 발생했지만 보스토크호는 구형 8K72K 부스터를 사용하기 때문에 보스토크 프로그램에 직접적인 문제가 되지 않았다. 그러나 만일의 경우를 대비해 R-7의 신뢰성을 검증하기 위해 제니트 위성을 추가로 발사하기로 결정했다. 또한 제니트 위성은 본질적으로 보스트크호의 개량형이었기 때문에 비행은 특정 보스토크호 구성 부품에 대한 시험의 역할을 겸했다. 새로운 제니트 위성의 발사는 7월 28일에 성공적으로 완수되었으며 그 후 LC-1 발사대에서 보스토크 3호의 발사 준비가 시작되었다.

## 임무 개요
보스토크 3호는 1962년 8월 11일 08:24 UTC에 보스토크 8K72K 로켓을 추진체로 바이코누르 우주 기지의 가가린의 시작점 발사대에서 이륙했다. 임무 첫날, 니콜라예프는 좌석에서 벗어남으로서 우주의 미세 중력 조건에서 자유롭게 떠다닌 최초의 우주 비행사가 되었다.
니콜라예프와 동반으로 저궤도 공전 임무를 수행할 포포비치는 다음날 보스토크 4호를 타고 발사되었다. 니콜라예프는 보스토크 4호의 발사를 지켜보기 위해 우주선의 이동 방향을 조정했지만 터키 상공을 지나갈 때 지상에 대한 상당한 세부 사항을 보고했음에도 불구하고 보스토크 4호의 발사를 목격하지 못했다. 소련의 통신사 TASS가 주기적으로 발표한 두 우주선의 비행 궤도에 대한 데이터는 보스토크 4호 발사 후 10시간 이내에 보스토크 3호의 궤도 궤적에 변화가 있었음을 나타냈으며, 이는 보스토크 3호가 보스토크 4호와의 거리를 좁히기 위해 기동을 한 것으로 추측되었다. 하지만 보스토크 우주선은 궤도를 수정할 수 있는 능력을 보유하고 있지 않았다. 계획은 두 우주선이 서로 5 킬로미터 (3.1 mi) 이내에 접근하는 것이었지만 두 우주선이 가장 가까웠던 시점의 거리는 6.5 킬로미터 (4.0 mi)였다. 보스토크 3호의 33번째 공전이 시작될 때 이 거리는 850 킬로미터 (530 mi)로 늘어났고, 64번째 공전이 시작될 때는 2,850 킬로미터 (1,770 mi)까지 거리가 늘어났다.
니콜라예프와 포포비치는 우주선이 서로 접근한 직후 단파 라디오를 통해 서로 통신을 보냈다. 그들은 지상과의 통신 이외에도 임무를 수행하는 동안 정기적으로 서로간의 통신을 지속했다. 니콜라예프는 보스토크 4호가 보스토크 3호의 근처에서 궤도에 진입한 후 이를 목격했다고 보고했다.
이 임무로 인해 서방 국가들은 소련이 이미 궤도내 조종이 가능한 우주선을 보유하고 있을 것이라고 추측하게 되었다. 공식 보도 자료에서는 보스토크 우주선에 이러한 능력이 부재하고 두 보스토크 우주선들이 극도로 정확한 발사로 인해 이렇게 가까이까지 접근할 수 있었다는 사실이 전혀 언급되지 않았다.
니콜라예프와 포포비치는 매일 자리에서 벗어나 우주 비행사가 무중력 상태에서 기동하고 작업할 수 있는 능력을 확인하기 위한 일련의 테스트들을 수행했다. 각 테스트는 "약 1시간" 동안 지속되었다고 한다. 우주비행사의 신체적, 정신적 상태는 실시간으로 분석되었다: 생체 인식 센서는 우주비행사의 신체 상태를 실시간으로 지상에 전달했다. 우주 비행사의 행동과 협치 능력은 조종석에 장착된 카메라를 통해 관찰되었다. 그리고 지상 관제사와 협력하여 다양한 작전을 수행하는 우주비행사의 능력도 평가되었으며 우주 비행사의 통신은 지상 관제사와 포포비치, 니콜라예프 서로에 의해 관찰되었다. 테스트 결과는 인간이 미세중력 환경에서 장기간 기능하고 일할 수 있는 능력이 있다는 사실을 증명했다. 니콜라예프는 소련 제1서기장 니키타 흐루쇼프와도 라디오로 대화했지만 전파 간섭이 너무 심해서 대부분의 대화를 들을 수 없었다.
지상의 전문가들은 우주 비행사의 수면 가능 여부와 수면의 질에 주의를 기울였고, 수면 시간 동안 활력 징후를 관찰했다. 니콜라예프는 잠을 잘 잤으나 예정된 8시간의 수면 시간을 채우지 못하고 6시간 후에 깨어나 "상쾌한" 느낌을 받았다고 보고했다.
니콜라예프는 역추진 로켓을 가동하고 1962년 8월 15일 지구로 돌아와 06:52 UTC 북위 42° 2′  동경 75° 45′  / 북위 42.033°  동경 75.750° , 카라간다 인근에 착륙했다. 보스토크 2호의 티토프가 그랬듯이-하지만 보스토크 1호의 가가린과 달리니콜라예프는 기자들에게 그가 우주선을 타고 착륙한 것이 아닌 우주선에서 뛰어내려 낙하선으로 착륙했다는 점을 시인했다.-

## 우주선 위치
보스토크 3, 4호의 재진입 캡슐은 현재 모스크바 NPO 즈베즈다 박물관에 전시되어 있지만 보스호트 2호 캡슐을 표현하도록 개조되었다.